# Sensei no ojikan
Sensei no ojikan (せんせいのお時間?) è un manga yonkoma scritto e disegnato da Tamami Momose, edito da Takeshobo tra il 1997 e il 2013. Un adattamento anime, prodotto da J.C.Staff, è stato trasmesso in Giappone nel 2004. La caratterizzazione dei personaggi e la comicità demenziale della serie fanno sì che l'opera venga accomunata spesso ad Azumanga daiō.

## Trama
La serie segue le avventure scolastiche della professoressa Mika Suzuki alle prese con una classe di ragazzi piuttosto particolari. Lei stessa si contraddistingue dagli altri insegnanti essendo particolarmente bassa e sembrando quasi più giovane dei propri allievi. I tredici episodi esplorano così le varie dinamiche all'interno della classe, mostrando le particolari coppie e le prime dolorose esperienze sentimentali di alcuni soggetti: si va infatti dalla ragazzina che idolatra la professoressa, al mangaka senza sentimenti (se non per la sua arte), al vanitoso, all'omosessuale.
La serie ha un finale aperto, proprio per la sua natura molto frammentaria. Ogni episodio è diviso in sottocapitoli il cui titolo presenta il periodo del giorno o dell'anno scolastico e molto spesso tra un capitolo e l'altro non vi è alcuna continuità. Il carattere parodistico e i personaggi al limite del paradossale costituiscono il vero punto forte della serie, che non può come detto contare su una vera e propria trama.

## Personaggi

### Insegnanti
Mika Suzuki
Seiyu: Minami Omi
(鈴木みか Suzuki Mika) - 27 anni, è una professoressa molto bassa e infantile, quasi più dei propri allievi con cui ha un rapporto quasi fraterno. Il padre la coccola continuamente e vive al suo servizio. Ha un complesso di inferiorità nei confronti della sua collega Matsumoto.
Linda Matsumoto
Seiyu: Kumiko Watanabe
(松本リンダ Matsumoto Rinda) - 27 anni, la miglior amica di Mika. Pur essendo attraente ha una vita sentimentale piuttosto complicata.

### Allievi
Minako Tominaga
Seiyu: Kana Ueda
(富永美奈子 Tominaga Minako) - studentessa molto diretta e piuttosto cinica.
Akane Kobayashi
Seiyu: Tomoko Kawakami
(小林あかね Kobayashi Akane) - piuttosto ignorante e pigra, ha però un carattere vivace ed è particolarmente attaccata ai soldi e per questo non esita a chiedere soldi persino alla professoressa. Quando si avvicina l'esame medico si preoccupa del proprio peso e tenta ogni possibile dieta per dimagrire in tempo.
Shizuka Nagare
Seiyu: Ikue Ohtani
(流静 Nagare Shizuka) - Iincho- La capoclasse. Diventa capoclasse grazie al fatto che il suo idolo ama i rappresentanti di classe. Cinica quanto Minako, si trova spesso con Gen Nakamura.
Rio Kitagawa
Seiyu: Wakana Yamazaki
(北川理央 Kitagawa Rio) - Kitagawa è una bellissima ragazza che dimostra di avere un profondo interesse per Mika, l'insegnante, anche se più che parlare di veri e propri sentimenti si può dire sia succube della donna e delle sue caratteristiche kawaii.
Kenta Suetake
Seiyu: Kappei Yamaguchi
(末武健太 Suetake Kenta) - Suetake è uno sportivo con poco sale in zucca. Dimostra di non capire mai nulla e non si accorge dell'amore che Kudo prova per lui.
Yuichi Kudo
Seiyu: Yūji Ueda
(工藤雄一 Kudō Yūichi) - un ragazzo innamorato perdutamente di Suetake e il cui naso esplode in una cascata di sangue ad ogni riferimento sessuale che coinvolga il suo compagno.
Jyoji Seki
Seiyu: Kishō Taniyama
(関譲治 Seki Jōji) - un ragazzo narcisista con una forte deviazione mentale, al punto che si trucca e si veste da donna, anche se non pare essere omosessuale.
Takumi "Watabe" Watanabe
Seiyu: Kousuke Okano
(渡部匠 Watanabe Takumi) - l'otaku. Inizialmente l'unico membro del club di manga. È ossessionato dal disegno, tanto che restituisce i compiti in classe con il retro dei fogli completamente disegnati.
Gen Nakamura
Seiyu: Mitsuo Iwata
(中村元 Nakamura Gen) - conosciuto con l'appellativo di "vecchio signore", è lo studente più pacato del gruppo e dalle abitudini simili a quelle degli adulti da cui scaturisce appunto il suo nomignolo.
Chinatsu Nakayama
Seiyu: Kaori Shimizu
(中山千夏 Nakayama Chinatsu) - innamorata di Watabe, entra a far parte del club di manga pur non sapendo minimamente disegnare. Per questo Watabe le urla costantemente dietro, anche se lei non demorde.

## Sigle
- Apertura - Oshieteageru di can/goo
- Chiusura - Furare Kibun de Rock'n'Roll di DROPS